# Savez komunista Bosne i Hercegovine
Savez komunista Bosne i Hercegovine bila je republička organizacija Saveza komunista Jugoslavije na području Socijalističke Republike Bosne i Hercegovine.

## Kraljevina Jugoslavija
Svoje korijene Savez komunista Bosne i Hercegovine ima u Socijaldemokratskoj stranci Bosne i Hercegovine (SDS BiH) osnovanoj 1909. u vrijeme austrougarske vlasti u Bosni i Hercegovini. SDS BiH je na Kongresu ujedinjenja 1919. utopljena u Socijalističku radničku partiju Jugoslavije (SRPJ). SRPJ je na Vukovarskom kongresu 1920. promijenila ime u Komunističku partiju Jugoslavije. Na izborima 1920. četiri bosanskohercegovačka komunista od njih 58 izabranih su dobili mandate u Ustavotvornoj skupštini Kraljevine Jugoslavije: Đuro Đaković u Sarajevu, Mitar Trifunović u Tuzli, Jakov Lastrić u Banjoj Luci i Danko Madunić u Travniku.
Uskoro izbija masovni rudarski štrajk zvan Husinska buna u rudniku Husinu kod Tuzle. U štrajku je sudjelovalo 5000 rudara, a ugašen je oštrom reakcijom vlasti. U štrajku je poginulo sedam rudara. Nakon toga su uslijedili i radnički prosvjedi, a krajem 1920. zabranjeno je djelovanje Komunističkoj partiji. Za razliku od Socijaldemokratske stranke BiH koja zbog nesuradnje sa seljaštvom nije doživjela popularnost, Komunistička partija počinje suradnju sa seljacima. U vrijeme izbora 1924. komunisti nude otvorenu suradnju Hrvatskoj republikanskoj seljačkoj stranci (HRSS) koju ovi odbacuju. Uviđena je i potreba za omasovljenjem stranke van gradskih središta, no istodobno dolazi i do uhićenja komunista u Bosni i Hercegovini, kako je bilo i na području cijele tadašnje Jugoslavije. Tijekom 1938., nakon dolaska trojice povjerenika KPJ, Uglješe Danilovića, Cvijetina Mijatovića i Hasana Brkića, značajnije je obnovljen rad organizacija KPJ u Sarajevu, Mostaru, Tuzli, Trebinju, Brčkom, Banjoj Luci i drugim gradovima.
Kominterna je 1924. usvojila rezoluciju o nacionalnom pitanju u Jugoslaviji u kojoj je istaknuto pravo naroda na samoopredjeljenje i stvaranje neovisne Hrvatske, Slovenije i Makedonije. Komunisti u Bosni i Hercegovini su se 1930-ih protivili toj rezoluciji, nasuprot tome, zagovarali su ravnopravnosti muslimana, Hrvata i Srba. Žestoko su kritizirali i Jugoslavensku muslimansku organizaciju zbog njihovog zalaganja za autonomiju BiH. Dolaskom Josipa Broza na mjesto glavnog tajnika KPJ, odlučeno je da narodi Bosne i Hercegovine imaju pravo odlučiti o povezivanju s drugim narodima u Jugoslaviji. Istodobno, komunisti u Bosni i Hercegovini se prestaju ponašati izolacionistički te 144 bosanskohercegovačka komunista odlaze u Španjolski građanski rat na strani republikanske vojske. Iako je kod komunista prevladavalo pacifističko raspoloženje, napadom Njemačke na Sovjetski Savez, komunisti se pripremaju za rat.

## Drugi svjetski rat
Nakon napada Njemačke na Jugoslaviju u travnju 1941. i nakon uspostave Nezavisne Države Hrvatske, komunisti organiziraju ustanke protiv novih vlasti. Tijekom lipnja 1941. uspostavljen je niz manjih partizanskih postrojbi u Hercegovini. Prve borbe dogodile su se u Nevesinju u lipnju 1941., a dogodio se i niz napada na osovinske snage u istočnoj Hercegovini. Međutim, kao početak antifašističke borbe u Bosni i Hercegovini uzima se 27. srpnja kada su kratkotrajno zauzeti Drvar i Grahovo i nekoliko okolnih mjesta. Komunistička partija postaje utjecajnija zbog organiziranosti za oružanu borbu, pa se taj utjecaj pokušava pretvoriti u organizirani oblik vlasti na manjim mjestima pod partizanskom kontrolom. U svezi s tim dogovoreno je jedinstveno ime za vojne odrede KPJ - Narodnooslobodilački partizanski pokret, a osnovan je i Glavni stožer za Bosnu i Hercegovinu.
Druga antifašistička formacija bila je Jugoslavenska vojska u otadžbini, odnosno četnici. Iako je u njezinim redovima prevladavao srpski nacionalizam neprihvatljiv za Muslimane i Hrvate, partizanski predstavnici su se sastali s četničkim u selu Drinjača kod Zvornika u listopadu 1941. Na sastanku je dogovoren sustav dogovaranja i uspostava zajedničkog stožera. Međutim, suradnja je postala bezuspješna, te je na kraju došlo i do sukoba između partizana i četnika.
Poseban problem za partizane u BiH predstavljali su nacionalno pitanje i međunacionalni odnosi. U dokumentima se detaljno opisuje situacija u mjesnim odborima te pojedinim selima koja se nacionalno karakteriziraju kako bi se dobio uvid u podršku od određene nacionalne skupine. Partizasko političko i vojno rukovodstvo izdalo je proglas početkom 1942. u kojem pozivaju muslimane i Hrvate u obranu "srpske braće u Bosni i Hercegovini", a Srbe da pronađu "u srpskom narodu izdajice" i obračunaju se s onima koji zlostavljaju "muslimane i Hrvate". Do kasne 1943., 70% partizana činili su Srbi, a Hrvati i muslimani preostalih 30%. Ukupno, tijekom cijelog rata, Srbi su u partizanima činili 61.1%, muslimani 23% i Hrvati 8.8%.
S približavanjem kraja rata, uz oružanu borbu, sve je značajnije bilo organiziranje komunista u sklopu Narodne fronte. U sklopu pripreme za poslijeratnu vlast održano je zasjedanje Antifašističkog vijeća narodnog oslobođenja Jugoslavije (AVNOJ) u Bihaću 1942. Godinu dana kasnije, 29. studenog 1943. zasjedanje je održano u Jajcu na kojemu su ustanovljeni organi vlasti na osnovi kojih će biti izgrađen čitav državno-politički sustav poslijeratne Jugoslavije koja će biti federalna po svojem uređenju. U svezi s tim osnovano je i Zemaljsko antifašističko vijeće narodnog oslobođenja Bosne i Hercegovine (ZAVNOBiH) koji je svoje prvo zasjedanje održao 25. studenog 1943. u Mrkonjić Gradu. Srpski komunisti iz Bosne i Hercegovine protivili su se tome da BiH postane federalna jedinica, dok su muslimani tražili njezinu autonomiju, uz protivljenje Srba. Ni na drugom zasjedanju AVNOJ-a ni na prvom zasjedanju ZAVNOBiH-a nije definiran položaj BiH. Komunisti su bili svjesni nacionalnog pitanja, pa su u skladu s Lenjinovom teorijom o "nerazdvojivosti nacionalnog pitanja i borbe za socijalizam" nastojali, barem formalno, zadovoljiti sva nacionalna očekivanja naroda u Jugoslaviji. Bili su svjesni da će autonomija Bosne i Hercegovine privući muslimansku elitu, s obzirom na to da je autonomija BiH bila temelj svih ranijih političkih stranaka u međuraću. Kao kompromisno rješenje, ZAVNOBiH je donio rješenje da Bosna i Hercegovina "nije ni srpska, ni hrvatska, ni muslimanska, nego i srpska i muslimanska i hrvatska" te da će u njoj "biti osigurana puna ravnopravnost i jednakost svih Srba, Muslimana i Hrvata". Međutim, ZAVNOBiH je isticao "posebne zasluge" srpskog naroda i njegovu "vodeću ulogu". Prvi predsjednik ZAVNOBiH-a bio je Vojislav Kecmanović, liječnik iz obitelji pravoslavnih svećenika, čime je uspostavljena simbolična veza ZAVNOBiH-a sa srpskom tradicijom i srpskim narodom. "Vodeća uloga" srpskog naroda manifestirala se u nemogućnosti formiranja muslimanske nacije i stavljanja Hrvata u trećerazredni položaj.

## Nakon rata
Za razliku od ostalih republika, u Bosni i Hercegovini predsjednik vlade nije postao vođa stranke Đuro Pucar već Rodobljub Čolaković. Nova komunistička vlast u Bosni i Hercegovini sprovodila je, uz reorganizaciju zakonodavne i izvršne i reorganizaciju sudske vlasti. Tako je na snagu stavljen Zakon o sudu za suđenje zločina i prijestupa protiv narodne časti Srba, Muslimana i Hrvata Federalne Bosne i Hercegovine prema kojem su se gonili osumnjičeni za ratne zločine, ali i pripadnici partizanima neprijateljskih formacija. Žestoka borba protiv neprijateljskih formacija bila je potrebna i zbog znatnog broja onih koji su se nastavili boriti i nakon rata, a bilo ih je oko 16 000. Te snage, međusobno razjedinjene, izvodile su različite diverzije. Konačno su, uglavnom kroz borbu, ali i amnestiju prestali postojati u BiH.
Komunistička vlast u Bosni i Hercegovini bila je duboko ideologizirana, pa se čvrsta politika provodila i prema potencijalnim protivnicima, pa tako i prema nevinim ljudima koji nisu imali namjeru mješati se u politiku. Sva artikulacija hrvatstva bila je poistovjećena s ustaštvom, a na prostorima gdje je živjelo većinsko hrvatsko stanovništvo, kao što je bila zapadana Hercegovina, sustavno je provođena represija. Konačan učinak toga bilo je društveno i gospodarsko uništenje tih krajeva. Muslimanima je bilo "dopušteno" da se opredijele što žele biti po nacionalnosti, pri tome računajući da će uglavnom poći za komunističkim vodstvom koje se izjašnjavalo Srbima. Zauzvrat su Muslimani bili prešutno amnestirani od ustaštva.
Komunisti su započeli i agrarnu reformu kojom su bili pogođeni zemljoposjednici koji se svrstavaju protiv komunista, ali su kroz nju nagrađeni pristaše partizanskog pokreta, a jedan vid nagrade bilo je i preseljenje u druge dijelove Jugoslavije, uglavnom u Vojvodinu, Slavoniju i Semberiju. Zemlja je oduzimanima suradnicima Sila Osovina i svim Nijemcima, osim onih koji su sudjelovali u partizanskom pokretu. Na taj način proširena je zemlja u vlasništvu države koju su naseljavali ljudi iz nerazvijenih krajeva. U prvoj fazi nacionalizacije, ostali su neki predratni vlasnici tvornica, međutim, u drugoj fazi nacionalizacije koja je počela 1948. u kojoj su sve tvornice postale državno vlasništvo. Vlast organizira i velike akcije izgradnje i obnove po uzoru na Sovjetski Savez. Radnim akcijama izgrađene su i nove željeznice koje su bile potrebne za daljnji razvoj industrije.
U studenome 1945. Komunistička partija imala je 12 275 članova u Bosni i Hercegovini. Međutim brojke variraju zbog dvojnog povezivanja u vojsci i teritorijalno te uz opću razinu zbunjenosti uspostavljanja vlasti, moguće je naći i drugačije podatke. Broj komunista se, sa sigurnošću, udesetostručio tijekom rata. Godinu dana kasnije, članova Komunisitčke parije iz BiH bilo je preko 20 000, a 1947. bilo ih je oko 30 000. Iz podataka se može reći da je Komunistička partija uspješno ideologizirala društvo, ali svakako je velik broj ušao u Partiju zbog oportunizma. Već 1948. bilo je 53 000 članova Partije iz Bosne i Hercegovine, a može se reći da je većina bila mlađa, jer je bilo samo 387 predratnih komunista i onih koji su članovi Partije od početka rata.

## Vođe
Sekretar Pokrajinskog komiteta KPJ za Bosnu i Hercegovinu
- Isa Jovanović (1941.)
- Đuro Pucar (prosinca 1941. – 1943.)

Sekretar Centralnog komiteta Komunističke partije Bosne i Hercegovine
- Đuro Pucar (1948. – 1952.)

Predsjednik Centralnog komiteta Saveza komunista Bosne i Hercegovine
- Đuro Pucar (1952. - ožujka 1965.)
- Cvijetin Mijatović (ožujka 1965. – 1969.)
- Branko Mikulić (1969. - travnja 1978.)
- Nikola Stojanović (travnja 1978. – 23. svibnja 1982.)
- Hamdija Pozderac (23. svibnja 1982. – 28. svibnja 1984.)
- Mato Andrić (28. svibnja 1984. - lipnja 1986.)
- Milan Uzelac (lipnja 1986. - svibnja 1988.)
- Abdulah Mutapčić (svibnja 1988. – 29. lipnja 1989.)
- Nijaz Duraković (29. lipnja 1989. - prosinca 1990.)